# آکویلو (گروه موسیقی)
آکویلو (به انگلیسی: Aquilo) (واژه یونانی به معنای باد شمال)، یک گروه آلترناتیو دو نفره در لانکاشیر انگلستان است. اعضای این گروه تام هایام و بن فلچر هستند. این گروه در سال ۲۰۱۳ با انتشار آهنگ‌هایی چون "Calling Me" و "You There" محبوبیت زیادی بدست آورند.

## تاریخچه

### آغاز حرفه
هایام و فلچر که همسایه بودند در محدوده دریاچه کامبریا بزرگ شدند. هردویشان عضو گروه راک محلی بودند. هایام در دانشگاه در رشته موسیقی تحصیل کرد و هردو قبل از تشکیل آکویلو در پروژه‌های دیگری همکاری کرده بودند.

### ۲۰۱۳ تا اکنون: آکویلو،انسانو فراخوانی من
آکویلو در ۲۰۱۳، با انتشار «تو در آنجا» (You There) و «فراخوانی من» (Calling Me) جلب توجه کرد. تو در آنجا در تریلر فیلم کمپ ایکس‌ری و فستیوال گلاستونبری ۲۰۱۴ پخش شد. اولین آلبوم چندآهنگهشان، آکویلو (Aquilo) در ۳ مارس ۲۰۱۴ منتشر شد.
در ۸ دسامبر۲۰۱۴، دومین آلبوم چندآهنگه این گروه به نام «انسان» (Ep Human) منتشر شد.
در ۱۷ ماریس ۲۰۱۶، همراه گروه اه واندر در سالن O₂کنتیش تاون اجرا داشتند.

## استعداد هنری
موسیقی این گروه " نرم و نوعی الکتروپاپ آرام " و «موسیقی الکترونیک آرام و غمناک» توصیف شده‌است.

## ترانه‌شناسی

### آلبوم‌ها
- سایه‌ها | Sillhouettes

### آلبوم‌های چندآهنگه
| عنوان                           | جزئیات                                                                        |
| ------------------------------- | ----------------------------------------------------------------------------- |
| آکویلو Aquilo                   | - تاریخ انتشار: ۳ مارس ۲۰۱۴ - ناشر: Believe Recordings - فرمت: دانلود دیجیتال |
| انسان Human                     | - تاریخ انتشار: ۸ دسامبر ۲۰۱۴ - ناشر: Island Records - فرمت: دانلود دیجیتال   |
| فراخوانی من Calling Me          | - تاریخ انتشار: ۱ ژوئن ۲۰۱۵ - ناشر: Island Records - فرمت: دانلود دیجیتال     |
| از دست دادنت Losing You         | - تاریخ انتشار: ۴ دسامبر ۲۰۱۵ - ناشر: Island Records - فرمت: دانلود دیجیتال   |
| نیمه شب (زنده) (Mindnight (Live | - تاریخ انتشار: ۲ ژانویه ۲۰۱۶ - ناشر: Island Records - فرمت: دانلود دیجیتال   |

### تک آهنگ‌ها
- تو در آنجا | You There
- همه را دادم | I Gave It All
- از دست دادنت | Losing You
- فراخوانی من | Calling Me
- دختر خوب | Good Girl
- متأسف |Sorry
- خیلی نزدیک به جادو | So Close to Magic